# Scandal Sương mù đen (bóng chày Nhật Bản)
Scandal Sương mù đen (黒い霧事件 kuroi kiri jiken)  ám chỉ một loạt vụ bê bối dàn xếp tỉ số tại giải Nippon Professional Baseball (NPB) và đua xe tại Nhật Bản từ năm 1969 đến năm 1971. Hậu quả từ những vụ bê bối này đã khiến một số cầu thủ ngôi sao bị đình chỉ thi đấu trong thời gian dài, cắt giảm lương hoặc bị cấm hoàn toàn tư cách thi đấu chuyên nghiệp.  Tập hợp những vụ bê bối trên đã khiến nhiều người hâm mộ ở Nhật Bản quay lưng với các giải đấu này, đặc biệt là chi giải Pacific League của NPB, cũng như việc một số đội bóng nổi tiếng như Nishitetsu Lions và Toei Flyers bị bán tháo (nay là Seibu Lions và Hokkaidō Nippon Ham Fighters).
Thuật ngữ "sương mù đen" mang hàm ý so sánh với một vụ bê bối chính trị đã bao trùm chính quyền của Thủ tướng Satō Eisaku chỉ vài năm trước đó, được mô tả là "hối lộ được cho là đã bao trùm chính trị như một màn sương đen." 

## Lịch sử
Vụ bê bối Black Mist có nhiều thành phần liên quan, bao gồm yakuza và các thành viên của các đội bóng chày chuyên nghiệp tại NPB và đội đua xe chuyên nghiệp (một trong bốn môn thể thao được phép cá cược). Các cầu thủ bóng chày và giám đốc điều hành bị cáo buộc dàn xếp tỷ số ở cả hai môn thể thao này. Phần lớn những tiết lộ xung quanh vụ bê bối này được đưa ra vào khoảng thời gian từ mùa thu năm 1969 đến mùa xuân năm 1970. Cuối cùng, hơn 15 cầu thủ và huấn luyện viên NPB đã bị buộc tội dàn xếp tỷ số và cá cược thể thao, và năm tay đua xe đường trường bị phát hiện có liên quan đến một âm mưu dàn xếp tỷ số. Các cầu thủ của chín đội NPB đã bị cáo buộc liên quan, trong đó có bảy cầu thủ thuộc biên chế Nishitetsu Lions . Mười cầu thủ đã và đang thi đấu tại NPB bấy giờ — bao gồm các cầu thủ ném bóng ngôi sao Ikenaga Masaaki, Ogawa Kentarō và Tanaka Tsutomu — đã bị cấm tư cách thi đấu suốt đời.

### Dàn xếp tỷ số
Trong mùa giải năm 1969, cầu thủ ngoại binh của CLB Lions là Carl Boles đã tiết lộ với truyền thông Nhật Bản rằng các cầu thủ có dấu hiệu bất thường trong thi đấu. Trong một cuộc điều tra của văn phòng chính phủ sau đó vào ngày 7 tháng 10 năm 1969, cầu thủ ném bóng Nagayasu Masayuki bị phát hiện đã nhận hối lộ từ một băng đảng yakuza để dàn xếp trận đấu. CLB thông báo rằng Nagayasu sẽ bị thanh lí sau khi mùa giải kết thúc, và tin tức này đã được các tờ báo Nhật Bản đưa tin vào ngày hôm sau. Vào cuối tháng 11, ủy ban điều hành chủ trì giải NPB đã bỏ phiếu cấm tư cách của Nagayasu khỏi giải đấu suốt đời, đây là lần đầu tiên một cầu thủ bị cấm tư cách thi đấu trong lịch sử bóng chày Nhật Bản. 
Vào ngày 1 tháng 4 năm 1970, trong một cuộc phỏng vấn độc quyền với tờ báo Shūkan Post được phát trên Đài truyền hình Fuji, Nagayasu tiết lộ rằng một số đồng đội cũ của anh cũng tham gia vào việc dàn xếp trận đấu. NPB đã triệu tập bảy cầu thủ để làm chứng về những dính líu của họ trong vụ việc: Nagayasu, cầu thủ ném bóng chủ chốt của Lions Ikenaga Masaaki, các cầu thủ ném bóng Yoda Yoshinobu và Masuda Akio, cầu thủ bắt bóng Murakami Kimiyasu và các cầu thủ sân trong Funada Kazuhide và Motoi Mitsuo. Yoda và Masuda đã thừa nhận liên quan tới vụ việc. Ikenaga tuyên bố không liên quan, nhưng đã không trả lại số tiền 1 triệu yên mời bán độ mà anh ta nhận được từ tay ném của Chunichi Dragons và cựu đồng đội Tanaka Tsutomu. 
Một tháng sau, các cầu thủ ném bóng của đội Toei Flyers là Moriyasu Toshiaki và Tanaka Mitsugu được tiết lộ là đang bị tình nghi bán độ. Một báo cáo sau đó tiết lộ rằng viên chức điều hành CLB Kintetsu Buffaloes là Yano Akira đã bị ép tham gia bán độ với tư cách là một cầu thủ trong mùa giải năm 1967.
Vào ngày 25 tháng 5 năm 1970, ủy ban điều hành giải đã đưa ra các hình phạt sau dành cho các cầu thủ Nishitetsu Lions bị cáo buộc:
- Ikenaga Masayuki, Yoda Yoshinobu, Masuda Akio: Bị cấm thi đấu suốt đời [3]
- Murakami Kimiyasu và Funada Kazuhide: Bị cấm thi đấu đến hết mùa giải 1970
- Motoi Mitsuo: Chịu "cảnh cáo nghiêm khắc"

Vào tháng 6, ủy ban cũng đã cấm Yano Akira của Buffaloes tư cách thi đấu suốt đời. Vào tháng 7, cầu thủ sân ngoài của Buffaloes là Doi Masahiro đã bị truy tố vì tội đánh bạc bất hợp pháp. Sau đó, Doi bị NPB cấm thi đấu trong một tháng.
Vào ngày 30 tháng 7 năm 1970, ủy ban đã đưa ra những hình phạt sau đây cho các cầu thủ Toei:
- Moriyasu Toshiaki: Bị cấm thi đấu suốt đời
- Tanaka Mitsugu: Bị cảnh cáo

Vào ngày 30 tháng 11, tay ném Enatsu Yutaka của đội Hanshin Tigers đã chịu cảnh cáo nghiêm khắc từ chủ tịch chi giải Central League do "có dính líu đến các đối tượng liên quan tới hoạt đông cá cược bóng chày".
Vào ngày 11 tháng 1 năm 1971, tay ném của Nankai Hawks là Miura Kiyohiro đã nhận cảnh cáo nghiêm khắc vì nhận được lời mời bán độ từ đồng đội Satō Kimihiro nhưng không báo cáo lại. Vào ngày 29 tháng 1 năm đó, huấn luyện viên Taiyō Whales Suzuki Takashi và cầu thủ ném bóng Sakai Shōji bị cấm thi đấu tại NPB vì có liên quan đến yakuza. Cuối cùng, vào ngày 15 tháng 2 năm 1971, cầu thủ ném bóng của Lotte Orions, Narita Fumio đã bị đình chỉ trong một tháng vì có dính líu đến các nhà cái.

### Dàn xếp kết quả đua xe
Vào ngày 22 tháng 4 năm 1970, một tay đua xe đường bằng đang bị điều tra vì vi phạm luật trong một cuộc đua đã tiết lộ rằng các cầu thủ bóng chày có liên quan đến một âm mưu dàn xếp kết quả cuộc đua. (Ở Nhật Bản, đua xe mô tô đường bằng, đua xe đạp, đua thuyền máy và đua ngựa được coi là kōei kyōgi, hay các môn thể thao công cộng có tính chất tạo điều kiện cho hoạt động cá cược). Ba người đàn ông đã bị bắt vì tình nghi tham gia vào đường dây này: cầu thủ ném bóng của đội Chunichi Dragons Tanaka Tsutomu, cầu thủ ném bóng của đội Taiyō Whales Takayama Isao và thành viên yakuza Fujinawa Hirotaka. Vài tuần sau, Ogawa Kentarō, cầu thủ ném bóng ngôi sao của đội Dragons, bị bắt vì tham gia dàn xếp kết quả đua xe. Sau đó vào tháng 5, cầu thủ Katsuragi Takao của đội Hanshin Tigers cũng bị bắt vì liên quan tới bê bối đua xe. Vào tháng 6, ủy ban NPB đã cấm thi đấu trọn đời với Ogawa; Katsuragi bị cấm thi đấu ba tháng.
Vào ngày 8 tháng 9 năm 1970, cầu thủ sân trong của Yakult Swallows là Kuwata Takeshi (tân binh xuất sắc nhất năm 1959) đã bị bắt vì liên quan đến vụ bê bối dàn xếp đua xe. Sau đó, anh bị NPB đình chỉ thi đấu ba tháng, nhưng sự việc này trên thực tế đã khiến anh không thể ký hợp đồng với các đội khác và anh đã giải nghệ vào cuối năm đó.

### Quá trình phục hồi tư cách của Ikenaga
Lệnh cấm trọn đời của Ikenaga đã vấp phải sự phản đối quyết liệt từ cả ban lãnh đạo Nishitetsu và gia đình Ikenaga. Vụ việc của ông không được NPB giải quyết cho đến tháng 3 năm 2005, khi ủy viên Negoro Yasuchika và chủ sở hữu đội bóng đã nhất trí về một điều lệ cho phép những cầu thủ bị cấm nhưng đã tu chí cải tạo được nộp đơn xin gỡ bỏ lệnh cấm.  Ikenaga đã yêu cầu được phục hồi tư cách ngay sau đó, và vào ngày 25 tháng 4 năm 2005, ông được phục hồi tư cách cầu thủ.

## Diễn biến

### 1969
- Ngày 7 tháng 10 năm 1969: Sau khi Carl Boles tiết lộ với giới truyền thông Nhật Bản về việc các đồng đội tại Nishitetsu có dấu hiệu dàn xếp tỷ số, ban lãnh đạo câu lạc bộ đã điều tra và phát hiện Nagayasu Masayuki đã nhận hối lộ từ một gia đình tội phạm có tổ chức để dàn xếp tỷ số. Đội bóng thông báo chấm dứt hợp đồng với Nagayasu sau khi mùa giải kết thúc chỉ sau đó vài ngày.
- Ngày 8 tháng 10: Câu chuyện được đưa tin trên các tờ báo Nhật Bản.
- Ngày 28 tháng 11: Nagayasu bị cấm thi đấu suốt đời.

### 1970
- Ngày 1 tháng 4 năm 1970: Nagayasu tiết lộ rằng những cầu thủ khác trong đội cũ của anh cũng tham gia vào việc dàn xếp tỷ số. Bảy người chơi làm chứng về sự tham gia của họ: Nagayasu, Ikenaga Masaaki, Yoda Yoshinobu, Masuda Akio, Murakami Kimiyasu, Funada Kazuhide và Motoi Mitsuo .
- Ngày 22 tháng 4: Một tay đua xe đường nhựa đang bị điều tra vì vi phạm qui định, tiết lộ rằng các cầu thủ bóng chày có liên quan đến một âm mưu dàn xếp kết quả các cuộc đua, trong bối cảnh đua xe là một trong bốn môn thể thao hợp pháp tại Nhật Bản được phép cá cược. Tanaka Tsutomu ( Chunichi Dragons ), Takayama Isao ( Taiyō Whales ) và thành viên yakuza Fujinawa Hirotaka bị bắt.
- Ngày 6 tháng 5: Ogawa Kentarō ( Chunichi Dragons ) bị bắt vì tham gia dàn xếp tỷ số đua xe.
- Ngày 9 tháng 5: Các cầu thủ ném bóng của đội Toei Flyers là Moriyasu Toshiaki và Tanaka Mitsugu bị phát hiện đang bị tình nghi dàn xếp kết quả các trận bóng chày.
- Ngày 14 tháng 5: Báo cáo tiết lộ rằng viên chức điều hành của Kintetsu Buffaloes là Yano Akira đã bị ép phải tham gia bán độ khi còn thi đấu trong mùa giải năm 1967.
- Ngày 19 tháng 5: Katsuragi Takao ( Hanshin Tigers ) bị bắt vì vụ bê bối môn đua xe.
- Ngày 25 tháng 5: Ủy ban đưa ra các hình phạt sau đây đối với các cầu thủ Nishitetsu:
  - Ikenaga Masaaki, Yoda Yoshinobu, Masuda Akio: Bị cấm thi đấu suốt đời
  - Murakami Kimiyasu và Funada Kazuhide: Bị cấm thi đấu đến hết mùa giải 1970
  - Motoi Mitsuo: Bị khiển trách
- Ngày 3 tháng 6: Ogawa Kentarō (Dragons) bị cấm thi đấu trọn đời.
- Ngày 15 tháng 6: Akira Yano (giám đốc điều hành của Buffaloes) bị cấm tham gia bóng chày suốt đời.
- Ngày 18 tháng 6: Katsuragi Takao (Tigers) bị ủy ban cấm thi đấu trong ba tháng.
- Ngày 1 tháng 7: Doi Masahiro ( Kintetsu Buffaloes ) bị truy tố vì tội đánh bạc trái phép. Sau đó bị liên đoàn cấm thi đấu một tháng.
- Ngày 30 tháng 7: Moriyasu Toshiaki (Toei) bị cấm tham gia bóng chày suốt đời. Tanaka Mitsugu (Toei) nhận được lời cảnh cáo.
- Ngày 8 tháng 9: Kuwata Takeshi ( Yakult Swallows ) bị bắt vì vụ bê bối dàn xếp đua xe và bị cấm thi đấu ba tháng sau cuộc điều tra về vụ dàn xếp kết quả đua xe.
- Ngày 30 tháng 11: Enatsu Yutaka ( Hanshin Tigers ) nhận được cảnh cáo nghiêm khắc từ chủ tịch Central League do "có dính líu những đối tượng nhà cái".

### 1971
- Ngày 11 tháng 1 năm 1971: Miura Kiyohiro ( Nankai Hawks ) nhận được cảnh cáo nghiêm khắc vì nhận được lời mời bán độ từ đồng đội Satō Kimihiro nhưng không báo cáo.
- Ngày 29 tháng 1: Huấn luyện viên Taiyō Suzuki Takashi và tay ném bóng Sakai Shōji bị cấm thi đấu trên đội một vì có liên quan đến Yakuza.
- Ngày 15 tháng 2: Narita Fumio ( Lotte Orions ) bị cấm thi đấu một tháng vì liên quan đến nhà cái.

## Các cầu thủ liên quan

### Bị cảnh cáo
- Enatsu Yutaka (P), Hanshin Tigers — bị cáo buộc "có liên quan đến những đối tượng tham gia cá cược bóng chày"; đã nhận được cảnh cáo nghiêm khắc từ chủ tịch Central League
- Miura Kiyohiro (P), Nankai Hawks
- Motoi Mitsuo (IF), Nishitetsu Lions — nhận "cảnh cáo nghiêm khắc"
- Tanaka Mitsugu (P), Toei Flyers

### Cấm thi đấu
- Doi Masahiro (OF), Kintetsu Buffaloes — bị truy tố vì tội đánh bạc bất hợp pháp; bị cấm thi đấu một tháng
- Funada Kazuhide (IF), Nishitetsu Lions — bị cấm thi đấu mùa giải 1970
- Katsuragi Takao (IF), Hanshin Tigers — bị bắt vì bê bối dàn xếp kết quả đua xe; bị cấm thi đấu ba tháng
- Murakami Kimiyasu (C), Nishitetsu Lions — bị cấm thi đấu đến hết mùa giải 1970
- Narita Fumio (P), Lotte Orions — bị cáo buộc có dính líu đến nhà cái; bị cấm thi đấu một tháng

### Đã nghỉ thi đấu
- Kuwata Takeshi (IF), Yakult Swallows — bị bắt trong vụ bê bối dàn xếp kết quả đua xe; bị cấm thi đấu ba tháng, sau đó bị các đội đưa vào danh sách đen và đã giải nghệ
- Satō Kimihiro (P), Nankai Hawks — bị cáo buộc mời đồng đội Miura Kiyohiro tham gia bán độ; đã từ giã nghiệp bóng chày chuyên nghiệp sau mùa giải 1969
- Takayama Isao (P), Taiyō Whales — bị cáo buộc dàn xếp kết quả đua xe; đã từ giã nghiệp bóng chày chuyên nghiệp sau mùa giải 1966

### Cấm thi đấu suốt đời
- Ikenaga Masaaki (P), Nishitetsu Lions (kết thúc lệnh cấm năm 2005)
- Masuda Akio (P), Nishitetsu Lions
- Moriyasu Toshiaki (P), Toei Flyers
- Nagayasu Masayuki (P), Nishitetsu Lions — bị cáo buộc nhận hối lộ từ một tổ chức tội phạm có tổ chức để dàn xếp kết quả trận đấu. Bị thanh lí hợp đồng sau khi mùa giải 1969 kết thúc; sau đó bị cấm thi đấu vĩnh viễn
- Ogawa Kentarō (P), Chunichi Dragons — bị bắt; bị buộc tội dàn xếp các cuộc đua xe đường bằng
- Sakai Shōji (P), Taiyō Whales — bị cấm thi đấu ở NPB vì có liên quan đến Yakuza
- Suzuki Takashi (P/HLV), Taiyō Whales — bị cấm thi đấu ở NPB vì có liên quan đến Yakuza
- Tanaka Tsutomu (P), Chunichi Dragons — bị bắt; bị buộc tội dàn xếp các cuộc đua xe đường bằng
- Yano Akira (P), Kintetsu Buffaloes — nguyên giám đốc điều hành bị ép phải bán độ khi còn thi đấu trong mùa giải năm 1967
- Yoda Yoshinobu (P), Nishitetsu Lions — bị cáo buộc dàn xếp tỷ số